# Moto
Móto (ali mótto) je glavno geslo neke organizacije, društva, šole, vojaške enote ipd.